# Pachypsylloides shalmoni
Pachypsylloides shalmoni är en insektsart som beskrevs av Burckhardt och Halperin 1992. Pachypsylloides shalmoni ingår i släktet Pachypsylloides och familjen rundbladloppor. Inga underarter finns listade i Catalogue of Life.